# Päwesin
Päwesin település Németországban, azon belül Brandenburgban. Lakosainak száma 521 fő (2023. december 31.). Päwesin Nauen, Roskow és Beetzseeheide községekkel határos.

## Népesség
A település népességének változása:
| Lakosok száma | 531  | 500  | 489  | 505  | 515  | 521  |
|               | 2015 | 2017 | 2019 | 2021 | 2022 | 2023 |